# Алиуи, Рашид
Рашид Алиуи (араб. رشيد عليوي‎, фр. Rachid Alioui, род. 18 июня 1992, Ла-Рошель, Франция) — марокканский и французский футболист, нападающий клуба «Версаль». Выступающий за основную сборную Марокко по футболу. Выступал за олимпийскую сборную Марокко.

## Клубная карьера
Начал заниматься футболом в академии клуба родного города «Ла-Рошель». 2009 года попал в структуру «Генгама», где играл за дублирующую и молодёжную команды.
7 июля 2011 года подписал однолетний контракт с «Генгамом» и за две недели дебютировал за основную команду в матче Кубка лиги против «Лаваля» (2:0), в котором отметился голом. Неделю спустя, он совершил дебют и в чемпионате, выйдя на замену в матче Лиги 2 против «Шатору» (1:1).
По итогам сезона 2012/13 «Генгам» занял второе место и вышел в Лигу 1. В элитном дивизионе команда смогла сохранить прописку, а также выиграла Кубок Франции 2014 года. Всего успел сыграть за команду из Генгама 57 матчей в национальном чемпионате.
Летом 2015 года Рашид был отдан в аренду в клуб Лиги 2 «Лаваль», а после завершения аренды летом 2016 года перешел на полноценной основе в клуб «Ним», также выступающим во втором дивизионе.

## Выступления за сборную
В начале ноября 2011 года Рашид был одновременно приглашен в молодёжную сборную Франции (до 20 лет) и в олимпийскую сборную Марокко. В итоге Рашид решил защищать цвета Марокко, страны его родителей.
В течение 2011—2012 годов привлекался в состав олимпийской сборной Марокко. На молодёжном уровне сыграл в 2 официальных матчах
5 марта 2014 года дебютировал в национальной сборной Марокко в товарищеском матче против сборной Габона (1:1). В 2017 году он был включен в заявку сборной на Кубок африканских наций в Габоне.

## Достижения
- Обладатель Кубка Франции: 2013/14